# Лисичья Балка
Лиси́чья Ба́лка (укр. Лисича Балка) — село в Катеринопольском районе Черкасской области Украины.
Население по переписи 2001 года составляло 598 человек. Почтовый индекс — 20532. Телефонный код — 4742.

## Известные уроженцы
- Волков, Филипп Григорьевич — Герой Советского Союза.
- Руренко Аграфена Иринарховна — Герой Социалистического Труда.
- Яворский Эдуард Никифорович — музыковед.
- Кулаковский Петр Михайлович — доктор исторических наук.
- Бурий Валерий Михайлович — член Национального союза краеведов и журналистов Украины.

## Местный совет
20532, Черкасская обл., Катеринопольский р-н, c. Лисичья Балка